# Cp
cp és una ordre de la família dels sistemes operatius Unix que permet copiar fitxers i directoris. La comanda té tres maneres d'operació, indicats segons la seva invocació, la qual cosa possibilita copiar un arxiu en un altre, un o més arxius a un directori, o bé un directori en
És molt important aclarir que hi ha variacions de la comanda 'cp' entre els Sistemes Operatius de la família Unix, bàsicament amb l'addició de nous paràmetres. Així i respecten l'estàndard POSIX, la qual cosa garanteix una compatibilitat bàsica entre tots ells.

## Mode d'operació
La comanda cp té tres maneres d'operar, els quals es dedueixen segons els arguments passats en la seva invocació. Això pot ser quan se li indica a cp el següent:
- Dues arxius: la comanda copia el contingut del primer arxiu al segon, creant aquest últim si és necessari.
- N arxius seguits d'un directori:cp còpia dels N arxius en el directori indicat, creant si cal.
- Dues directoris: la comanda còpia tots els arxius i subdirectoris del primer directori al segon. Aquesta manera requereix el paràmetre r. Si el directori usat com a destinació existeix el primer directori és copiat dins d'aquest, sinó és creat.

## Mode d'ús
La invocació de la comanda té el següent format segons la versió POSIX:
 cp [PARÀMETRES] ORIGEN ... DESTINACIÓ
En cas de tractar que ORIGEN sigui un o diversos arxius seva invocació consisteix en:
 cp [-FIP] ORIGEN .. DESTINACIÓ
D'altra banda en cas que ORIGEN sigui un directori, obligatòriament cal indicar l'ús recursiu (-r o-R) i s'habiliten la utilització de determinats paràmetres:
 cp-r | R [-H |-P |-L] [-FIP] ORIGEN DESTÍ
A continuació es detallen els paràmetres:
-FSi el destí no pot ser escrit, procedeix a eliminar-lo. Això es realitza previ a què 'cp' comenci a operar.
-PS'inclouen els atributs d'ORIGEN a DESTÍ. Això es refereix a la data de modificació, data d'accés, ID d'usuari i grup, permisos, etc.
-IConsulta a l'usuari si sobreescriu o no la destinació en cas que aquest existeixi.
-R,-rCòpia recursivament els directoris.
-HSi ORIGEN és un enllaç simbòlic opera amb l'apuntat.
-LOrdena a 'cp' a seguir els  enllaços simbòlics dins ORIGEN, perquè en DESTINACIÓ es copiï l'apuntat, i no el mateix enllaç.
-PNo se segueixen els  enllaços simbòlics dins ORIGEN i, per tant, en DESTINACIÓ es copia el mateix enllaç.

### Paràmetres existents a la versió GNU coreutils
Es llisten a continuació algun dels paràmetres de la versió de cp present en GNU Coreutils:
,-A, - archive: Equivalent a-dR - preservi = all
,-B, - backup [= MANERA]: Realitza una còpia de seguretat (backup) per cada fitxer existent en DESTINACIÓ
 MANERA:
'None', 'off'Mai fer backup.
'Numbered', 't'Fer backups numerats.
'Existing', 'nil'Fer backups numerats d'aquells arxius que el tingui el i simple backup dels altres.
'Simple', 'never'Fer backup simples.
-Dequivalent a - no-dereference - preservi = links
- ForceEquivalent al-f (POSIX)
- InteractiveEquivalent al-i (POSIX)
- DereferenceEquivalent al-L (POSIX)
-N, - no-clobberNo sobreescriure un arxiu existent. El paràmetre-i queda sense efecte.
- No-dereferenceEquivalent al-P (POSIX)
-P, - preserve [= LLISTA D'ATRIBUTS]Equivalent a-p (POSIX). Si no s'indiquen atributs l'opció default és: mode, ownership, timestamps.
 LLISTA D'ATRIBUTS:
'Model'preserva els bits de manera i les llistes de control d'accés.
'Ownership'conserva a l'usuari i grup amos.
'Timestamps'conserva els temps d'accés i modificació.
'Links'preserva en els arxius de destí qualsevol link que hi hagi entre els arxius d'origen.
'Context'conserva el context de seguretat de SELinux
'Xattr'conserva els atributs estesos.
'All'conserva tots els atributs.
- No-preservi [= LLISTA D'ATRIBUTS]No preserva els atributs. El seu ús és idèntic a - preservi.
- RecursiveEquivalent a-r o-R (POSIX)
-S, - suffix = suffixDefineix el sufix usat en els backups (-b)
-T, - target-directory = DIRECTORICopiar tots els arxius definits en ORIGEN dins DIRECTORI
-T, - no-target-directoryConsidera DESTÍ com un arxiu
,-U, - update: Còpia només quan ORIGEN és més nou que DESTÍ, o bé aquest últim no té definit temps de modificació.

## Exemples
Creant una còpia d'un arxiu en el mateix directori :
 cp fitxer.txt archivo.bkp.txt
Copiar dos arxius en un directori (LesMevesFotos/vacances)
 cp foto1.jpg foto2.jpg LesMevesFotos/vacances
Copiar un directori amb els seus arxius i subdirectoris, a un altre directori:
 cp -R /home/usuari/carpeta/home/usuari/DirectoriDesti